# شركة التصنيع الوطنية
شركة التصنيع الوطنية (TASNEE) هي شركة مساهمة سعودية، تأسست الشركة عام 1405 هـ الموافق 1985، كأول شركة تصنيع مساهمة ومملوكة بالكامل للقطاع الخاص، وتقوم شركة التصنيع بإنشاء وإدارة وتشغيل وتملك المشاريع الصناعية البتروكيماوية والكيماوية والبلاستيكية والهندسية والمعدنية والخدمات الصناعية وتسويق منتجاتها.

## قطاعات الشركة
- البتروكيماويات : تمتلك الشركة كل من الشركة السعودية للبولي أوليفينات، والشركة السعودية للإثيلين والبولي إثيلين، والشركة السعودية لأحادي الأكريليك .
- الكيماويات : تمتلك التصنيع الشركة الوطنية لثاني أكسيد التيتانيوم (كريستل العالمية).
- المعادن : تمتلك شركة التصنيع كل من الشركة الوطنية لصهر الرصاص المحدودة (رصاص), والشركة الوطنية لتصنيع وسبك المعادن (معدنية).
- المنتجات المتنوعة : تمتلك التصنيع شركة الرواد الوطنية للبلاستيك (رواد بلاستيك)، وشركة الرواد الوطنية للأغشية الصناعية المحدودة (رواد للأغشية)، وشركة الرواد العالمية لأفلام التغليف المحدودة (رواد لأفلام التغليف )، والشركة الوطنية لصناعة البطاريات (بطاريات)، والشركة الوطنية لمواد التعبئة المحدودة (وطن باك).
- الخدمات : تمتلك التصنيع الشركة الوطنية للفحص والاختبار الفني (فحص)، والشركة الوطنية للتشغيل والخدمات الصناعية المحدودة (خدمات)، والشركة الوطنية للمحافظة على البيئة (بيئة)، وشركة التصنيع الوطنية لتسويق البتروكيماويات.[3]

## مجلس الإدارة
- فواز الفواز: رئيس تنفيذي - اعتبارا من 6 مارس 2024.[4]